# Claudia Godínez
Claudia Godínez (Ciudad de México, 21 de junio de 1982) es una actriz mexicana en cuya trayectoria profesional ha interpretado para la televisión varios personajes durante cientos de capítulos en telenovelas de éxito, apareciendo en pantalla en las cadenas de los distintos países en los que se han emitido estas series.

## Filmografía
- Mi corazón es tuyo (2014)
- Una familia con suerte (2011) .... Elena Campos
- Para volver a amar (2010) ..... Jessica
- Aurora (2010) ..... Luisa "Luistia" del Valle
- Me va a extrañar (2010) ..... Marcela Villanueva Villén
- Mexican Bloodbath (2009) ..... Lucía
- En nombre del amor (2009) ..... Ana Mar
- Juro que te amo (2008) ..... Celia
- Palabra de mujer (2008) ..... Gina San Román
- S.O.S.: Sexo y otros secretos (2007) ..... Mesera
- Incógnito (2007) ..... "Escena de Telenovela"
- Código postal (2006) ..... Inés Garza Durán
- Rebelde (2004)......extra en 2 temporada 1,2 capítulo (Diego le toca las nalgas)